# Ermita de Nuestra Señora de los Remedios (Guarnizo)
La ermita de Nuestra Señora de los Remedios de Guarnizo (Cantabria, España) es un templo dedicado a la Virgen de los Remedios. Aunque existen documentos que acreditan su existencia al menos desde 1525, la ermita ha sido reformada, restaurada y ampliada en numerosas ocasiones, sufriendo incluso el traslado de su espadaña, por lo que no conserva su configuración original. La mención del siglo XVI habla del estado ruinoso de la ermita, que hubo que reedificar en 1622 y, de nuevo, en 1702, debido a que las humedades de la ría de Solía afectaban a la obra. La capilla mayor la levantó José del Regato en 1702.
En 1992 se incluyó en un plan local de rehabilitación del patrimonio histórico, desde el que se intentó recuperar en parte su aspecto primitivo. Durante estas obras salieron a la luz pinturas en las bóvedas, presumiblemente del siglo XVIII.
Posee un retablo churrigueresco de finales del XVII, trasladado desde la iglesia de Nuestra Señora de Muslera, en El Astillero.